# Joint (étanchéité)
Pour les articles homonymes, voir Joint.

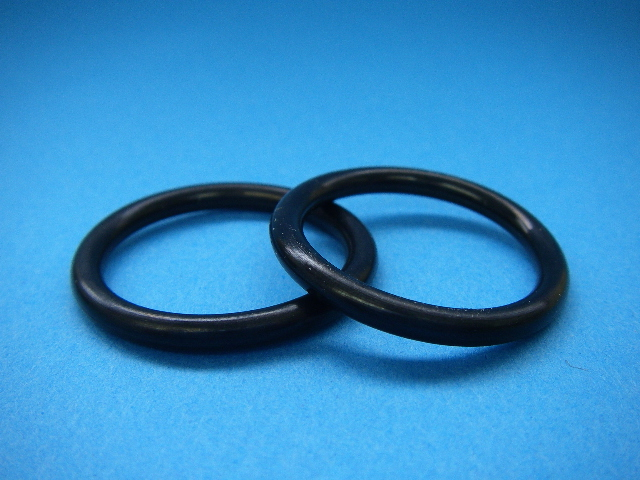
Deux joints toriques.

Un joint d'étanchéité est par principe une pièce spécifique assurant l'étanchéité d'un dispositif, c'est-à-dire évitant les fuites de fluide (liquide ou gaz) entre un milieu intérieur et un milieu extérieur, par exemple au niveau d'un raccord de robinetterie (fixe ou mobile). En mécanique, un joint, parfois réduit à une rondelle, permet de ne pas abîmer les deux pièces en jonction, au moment du serrage du montage, ce qui assure parfois l'étanchéité minimale d'un dispositif.

## Origine du mot et matériau de base
Le mot substantif "joint", attesté en 1397 en ancien français selon le glossaire de Du Cange dans un sens technique, dérive du participe passé du verbe "joindre". Ce verbe attesté en 1080 dans la Chanson de Roland provient du verbe latin jungo, junxi, junctum, jŭngĕre signifiant "joindre, lier, unir, assembler, attacher, voire atteler pour la traction ou réunir en terme militaire". Le terme d'ancien français, jointure, également reconnu en 1080 dans la même source, représente l'action de joindre, l'accouplement ou l'assemblage. Dérivé du latin jūnctura, au sens de jointure, joint ou assemblage, il existait bien avant le substantif joint.
La plupart du temps, le joint est une pièce en :
- cuir
- étoupe (tresse)
- fibrine (robinetterie)
- Feutre
- caoutchouc
- élastomères
- polymères (synthétique souple)
- métal (acier allié; laitons; maillechort)

Le joint est légèrement compressé lors du serrage; cette déformation élastique assure l'étanchéité de contact au niveau du plan de joint.
On utilise aussi parfois des joints métalliques, faits dans un métal tendre, ductile comme le laiton. C'est alors la déformation plastique du joint (écrasement) qui assure le contact (cas du bouchon de vidange d'une automobile). En plomberie, le joint fibre subit un léger gonflement lors de son premier contact avec l'eau, ce qui lui permet d'occuper tout l'espace disponible, assurant ainsi l'étanchéité des raccords.
Le matériau doit permettre de résister à la différence de pression et à la température du fluide, ainsi qu'à sa composition chimique. Le joint subit un vieillissement naturel, et il est nécessaire de le changer au bout d'un certain temps, ou bien à titre préventif lors de chaque démontage du raccord.
Un joint doit être adapté
- au type d'utilisation :
  - statique
  - dynamique (translation, rotation)
  - à la pression
  - à la température
  - à la vitesse
  - au milieu (atmosphère corrosive ou explosive)

## Joints statiques
Un joint statique est « utilisé entre des pièces qui ne sont pas animées de mouvement relatif ».

### Joints permanents
- Types d'étanchéité :
  - joint de tuyauterie (pâte, filasse, ruban, manchon)
  - joint à vitre (mastic, synthétique)
  - joint sanitaire (silicone...)
  - joint anti-poussière

### Joints plats
- joint plat
- joint spiralé
- Joint thermique

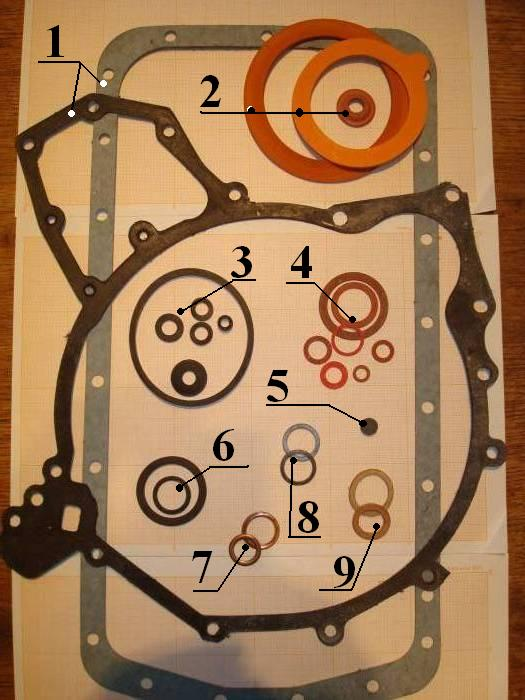
Joints plats.

- certain modèles courants de pipes de WC sont munies de joint à lèvre (cf. "google-image" "wc pipe").

- Joint de culasse

### Joints toriques

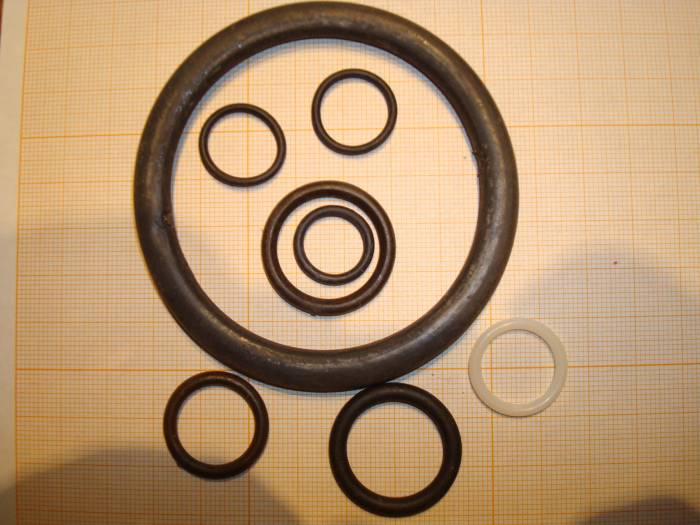
Divers joints toriques

- Joint torique de section circulaire,
- Joint à quatre lobes nommé quadring ou quadrilobe.

## Joints dynamiques
Un joint dynamique est « employé entre des pièces animées d'un mouvement relatif ».

### Joints feutres
Ce type de joint n'est plus employé depuis les années 1960-70, car sa mise en place demande l'usinage d'une gorge très précise avec un outil spécial. De plus lorsque la lubrification de celui-ci était interrompue pendant un certain temps, le feutre séchait et n'assurait plus son rôle d'étanchéité.

### Joint à lèvre
- Plus connu sous le nom de « joint SPI », ou communément « joint spi », le joint à lèvre est utilisé pour garantir l'étanchéité d'un arbre en translation ou/et en rotation, par exemple dans un carter d'embrayage ou une boîte de vitesses. Il peut comporter différentes sortes de lèvres :
  - une lèvre racleuse,
  - une lèvre racleuse + une lèvre d'étanchéité maintenue en pression par un petit ressort (anneau élastique),
  - deux lèvres d'étanchéité maintenues en pression par ressort pour les mouvements de rotation,
  - deux lèvres racleuses maintenues en pression par le fluide, comme le cas des vérins.

Les différents joints correspondant à l'entretien d'un montage donné, sont souvent vendus, assemblés par pochettes.

### Joint d'étanchéité latérale
- Joint travaillant en ambiance dure ou/et corrosive, comportant une face revêtue de céramique et frottant sur une face en graphite. La pression entre les deux faces est assurée par de petits ressorts.
- Joint étanchéité des roulements à billes ;
- Joint à labyrinthe ;
- Joint à chicanes ;

## Joints spéciaux
Joint adapté à des usages très divers :
- Joint gonflable ;
- joint aimanté ;
- soufflet
- Joint tournant
- Joint tournant multi-passages